# Кочедыково (Тверская область)
Кочеды́ково — деревня в Конаковском районе Тверской области. Входит в состав сельского поселения «Завидово».
Находится на правой стороне шоссе «Москва — Санкт-Петербург», на левом берегу реки Дойбицы, недалеко от села Завидово.

## Население
| 2010 |
| ---- |
| 8    |

## История
Деревня Кочедыково упоминается в клинских писцовых книгах 1624-25 годов. Она состояла из 3 крестьянских дворов и входила в вотчину московского Архангельского собора, центром которой было село Завидово.
В 1770-е годы деревня Кочедыково состояла из 8 дворов и 69 жителей. По сведениям 1852 года в ней было 16 дворов и 90 жителей, а в 1859 году — 13 дворов и 91 житель. В 1913 году в деревне насчитывалось 20 дворов. Дети обучались в земском училище села Завидово.
В 1931 году здесь начал создаваться колхоз, носивший имя Молотова.